# Santa Catalina de Alejandría (Caravaggio)
Santa Catalina de Alejandría es una obra de Caravaggio, de 1597, que se exhibe en el Museo Thyssen-Bornemisza de Madrid. Es una de las cuatro pinturas seguras del artista conservadas actualmente en colecciones públicas de España. 
Este cuadro colgaba en el Palacio Barberini de Roma cuando esta gran mansión pertenecía aún a la poderosa saga Barberini. Hacia 1930, el gobierno de Benito Mussolini autorizó la exportación de diversas obras de los Barberini, como ésta y Jesús entre los doctores de Durero, que pasaron a una galería de arte de Suiza. Poco después, ambas fueron adquiridas por la familia Thyssen-Bornemisza y en 1992 se incluyeron en el repertorio expuesto en el Museo Thyssen-Bornemisza de Madrid.
Este cuadro muestra a Santa Catalina de Alejandría, que domina toda la composición. Era uno de los cuadros más preciados del cardenal Francesco Maria Del Monte, mecenas del pintor y poseedor de otros cuatro cuadros sobre la santa, pintados por varios autores. Pero a pesar de tan ilustre procedencia, a principios del siglo XX se dudó de la autoría de esta obra, y de hecho en 1916 Roberto Longhi la atribuyó a Orazio Gentileschi. Posteriormente Longhi rectificó la atribución a favor de Caravaggio, y actualmente se da por segura. Su estado de conservación es muy bueno en general, y fue sometida a una limpieza de barnices en 2018.
La rodean los objetos con que la santa fue torturada, como la rueda con puntas aceradas, pero Catalina muestra un ideal de dulzura y tranquilidad, si bien como una muchacha de pueblo. Este cuadro fue el preludio a las grandes obras de su autor para las iglesias romanas.
Del cuadro original de Caravaggio derivan dos copias; una anónima de buena calidad y medidas muy similares pertenece al Museo del Prado, que la tiene cedida en depósito en la iglesia de San Jerónimo el Real de Madrid .